# Quantentheorie der Ur-Alternativen
Die Quantentheorie der Ur-Alternativen (oder Ur-Theorie) ist eine in der zweiten Hälfte des zwanzigsten Jahrhunderts erdachte Theorie des Physikers und Philosophen Carl Friedrich von Weizsäcker. In ihr wird eine einheitliche Beschreibung der Natur alleine auf Basis der Quantentheorie angestrebt, die in diesem Rahmen als eine Theorie der Information in der Zeit verstanden wird. Sie stellt damit eine rein in quantentheoretischen Begriffen formulierte Naturbeschreibung dar. Aufgrund der Abstraktheit der Begriffsbildung innerhalb der Theorie und der sich hieraus ergebenden mathematischen Schwierigkeiten konnte sie bisher nicht zu einer vollen physikalischen Theorie entwickelt werden. Gerade der große Abstraktionsgrad, der insbesondere mit einer „Überwindung“ feldtheoretischer Begriffe in Zusammenhang steht, wird von manchen Autoren jedoch als für eine einheitliche Naturbeschreibung notwendig angesehen.

## Grundlegende Idee
Die Quantentheorie der Ur-Alternativen ging aus dem Versuch Carl Friedrich von Weizsäckers hervor, den Grund der universellen Gültigkeit der Quantentheorie und deren Resistenz gegenüber jeglichen Änderungsversuchen zu verstehen. Hierbei versuchte er, die Quantentheorie als grundlegende Naturtheorie aus erkenntnistheoretischen Postulaten herzuleiten. In diesem Rahmen wollte er den Kantischen Gedanken einer Begründung der grundlegenden Naturgesetze aus den Bedingungen der Möglichkeit von Erfahrung in neuer Weise realisieren. Aus seiner Sicht gelang ihm eine solche Begründung auch weitgehend, und dies im Wesentlichen basierend auf einer zeitlichen Logik und dem Begriff der Alternative. In diesem Ansatz wird also als ontologische Entität lediglich die Zeit mit ihrer Struktur aus Vergangenheit, Gegenwart und Zukunft und der logische Begriff einer Alternative vorausgesetzt. Mit Quantentheorie ist in diesem Zusammenhang die seitens Carl Friedrich von Weizsäcker als abstrakte Quantentheorie bezeichnete Theorie gemeint. Es handelt sich um die von Paul Dirac und Johann von Neumann stammende allgemeine Hilbert-Raum-Formulierung der ursprünglich auf Werner Heisenberg und Erwin Schrödinger zurückgehenden Gestalt der Quantentheorie, die sich zunächst speziell als Quantenmechanik manifestierte. Nachdem die abstrakte Quantentheorie rekonstruiert ist, stellt sich die weitere Aufgabe, nun die konkrete Physik auf ihr basierend zu begründen. Entscheidend ist nun die von Weizsäckersche Annahme, dass zu diesem Zweck keinerlei weitergehende Aussagen über die konkrete Beschaffenheit der Natur, wie etwa die Existenz eines Ortsraumes oder spezieller Objekte, notwendig sind. Dies soll sich alles als Ausfluss der abstrakten Quantentheorie ergeben, der damit also eine viel entscheidendere Rolle bezüglich der Charakterisierung des physikalischen Realitätsbegriffes zukommt als dies in der gewöhnlichen Physik der Fall ist. Um das Ziel der Herleitung der konkreten Physik aus der abstrakten Quantentheorie zu erreichen, machte von Weizsäcker nun von der logischen Möglichkeit Gebrauch, einen beliebigen Zustand in einem endlich-dimensionalen abstrakten Hilbert-Raum, dem eine quantentheoretische Alternative entspricht, als das Tensorprodukt zweidimensionaler Zustände darzustellen. Solche zweidimensionalen Zustände entsprechen der quantentheoretischen Formulierung der einfachsten überhaupt denkbaren logischen Alternative, nämlich einer binären Alternative, also einer Ja-Nein-Entscheidung. Eine solche quantentheoretisch formulierte binäre Alternative soll nun der grundlegende Begriff sein, auf dem eine fundamentale Beschreibung der physikalischen Realität basiert und in dieser Rolle wird sie seitens von Weizsäcker als Ur-Alternative bezeichnet. Damit wird mit der Verwendung eines rein logischen Begriffes auf der fundamentalen Ebene abstrakte Information zur grundlegenden Entität der Natur. Und das wiederum hat die Konsequenz, dass sich die Natur auf basaler Ebene in etwas rein Geistiges im Sinne von objektivem Geist aufzulösen scheint.
Von Weizsäcker wurde von Werner Heisenberg mit der Begründung von einem Physikstudium überzeugt, dass man das wichtigste philosophische Ereignis des zwanzigsten Jahrhunderts, die Entstehung der Relativitätstheorie und der Quantentheorie, geistig verarbeiten müsse, wenn man bedeutende Philosophie hervorbringen wolle. Aus späteren Äußerungen Heisenbergs zum von Weizsäckerschen Ansatz der Ur-Alternativen wird deutlich, wie sehr im von Weizsäckerschen Denken Physik und Philosophie miteinander verbunden werden:

„Du möchtest also (…) die Elementarteilchen, und damit schließlich die Welt, in der gleichen Weise aus Alternativen aufbauen, wie Plato seine regulären Körper und damit auch die Welt aus Dreiecken aufbauen wollte. Die Alternativen sind ebensowenig Materie wie die Dreiecke in Platos 'Timaios'. Aber wenn man die Logik der Quantentheorie zugrunde legt, so ist die Alternative eine Grundform, aus der kompliziertere Grundformen durch Wiederholung entstehen. Der Weg soll also (…) von der Alternative zu einer Symmetriegruppe (…) führen; die Darstellenden (…) sind die mathematischen Formen, die die Elementarteilchen abbilden; sie sind sozusagen die Ideen der Elementarteilchen, denen dann schließlich das Objekt Elementarteilchen entspricht. (…) 
Auch ist die Alternative sicher eine sehr viel fundamentalere Struktur unseres Denkens als das Dreieck. Aber die exakte Durchführung deines Programms stelle ich mir doch außerordentlich schwierig vor. Denn sie wird ein Denken von so hoher Abstraktheit erfordern, wie sie bisher, wenigstens in der Physik, nie vorgekommen ist. (…)“

Von Weizsäcker selbst schreibt über seine Theorie:

„Wir haben es mit einer unvollendeten, aber, wie mir scheint, aussichtsreichen Theorie zu tun. Ihr Fortschritt wäre rascher gewesen, wenn es mir gelungen wäre, mehr von den heute lebenden theoretischen Physikern für ihre Fragestellung zu interessieren. Sie versucht nicht, wie es häufig vor einer Kuhnschen Revolution und in der Elementarteilchenphysik auch heute der Fall ist, die ungelösten Probleme im Rahmen der alten Begriffe durch Modelle von zunehmender Kompliziertheit zu lösen. Sie versucht auch nicht, ein neues Paradigma durch Phantasie zu erraten. Sie versucht vielmehr, die prinzipiellen Probleme der Quantentheorie so konsequent wie möglich zu behandeln und die Lösungsansätze für spezielle Probleme hieraus zu gewinnen.“

## Begründung der konkreten Physik aus Ur-Alternativen

### Begründung der Existenz eines reellen dreidimensionalen physikalischen Ortsraumes und der Topologie des Kosmos
Es stellt sich im Rahmen der Quantentheorie der Ur-Alternativen also nun die schwierige Aufgabe, von dem fundamentalen Begriff der Ur-Alternative als einer elementaren quantentheoretischen Informationseinheit in der Zeit ausgehend die konkrete Art und Weise herzuleiten, in der sich uns die Natur in der konkreten Physik darstellt. Dazu gehört insbesondere die Existenz eines physikalischen Ortsraumes, dem bei weitem nicht so fundamentaler Charakter zukommt wie der Zeit, die ja in diesem Ansatz im Gegensatz zum physikalischen Raum vorausgesetzt wird. Der im Sinne der Theorie trotz der Relativitätstheorie durchaus bestehende fundamentalere Charakter der Zeit gegenüber dem Raum steht im Einklang mit der Anschauung des Immanuel Kant, in dessen Erkenntnistheorie die Zeit aller inneren und äußeren Anschauung und damit auch dem Seelischen zu Grunde liegt, während der Raum sich nur auf die äußere Anschauung und damit auf die Wahrnehmung der Natur bezieht. Bezüglich der Rolle des Ortsraumes in der Quantentheorie der Ur-Alternativen ist nun eine mathematische Eigenschaft von entscheidender Bedeutung, nämlich dass die fundamentale Symmetriegruppe eines zweidimensionalen komplexen Hilbert-Raumes, die das innere Produkt zweier Elemente dieses Raumes und damit die Norm eines solchen Elementes konstant lässt, also die Symmetriegruppe SU(2), eine Überlagerung der Symmetriegruppe der Drehungen in einem dreidimensionalen reellen Raum, also der Symmetriegruppe SO(3), ist. Da eine Ur-Alternative ihrer mathematischen Gestalt nach ein Element eines solchen zweidimensionalen komplexen Hilbert-Raumes darstellt (also durch einen Weyl-Spinor beschrieben wird), bleiben alle physikalischen Beziehungen gleich, wenn man alle Ur-Alternativen, aus denen die Welt besteht, mit einem beliebigen Element der SU(2) transformiert. Aufgrund der Beziehung der SU(2) zur SO(3) entspricht dem mathematisch eine Invarianz unter Drehungen in einem reellen dreidimensionalen Raum und dies wiederum führt zu der Vermutung, dass die Möglichkeit, physikalische Beziehungen in einem dreidimensionalen Raum darzustellen, in dem wir uns ja vorfinden, eben darauf zurückzuführen ist, dass dessen mathematische Eigenschaften in der Struktur einer Ur-Alternative in gewissem Sinne enthalten sind. Damit in Zusammenhang steht die mathematische Tatsache, dass der mathematische Raum einer Ur-Alternative topologisch einer {\displaystyle \mathbb {S} ^{3}} entspricht, also einer dreidimensionalen Sphäre, dem dreidimensionalen Analogon zu einer zweidimensionalen Kugeloberfläche. Das bedeutet, dass einem Zustand einer Ur-Alternative ein Punkt auf einer {\displaystyle \mathbb {S} ^{3}} zugeordnet werden kann. In diesem Sinne würde sich also die Topologie des Kosmos direkt aus der Quantentheorie ergeben. Die Zeit muss dabei grundsätzlich schon enthalten sein, da sie bereits in der Rekonstruktion der abstrakten Quantentheorie auftaucht. In Bezug auf die Ur-Alternativen ist die Zeit mit der Symmetriegruppe U(1) verknüpft, also einer Phasentransformation, die in jedem komplexen Hilbert-Raum grundsätzlich möglich ist.

### Der Tensorraum der Ur-Alternativen, die konforme Gruppe, Teilchenzustände und deren dynamische Gleichungen
Ein konkretes physikalisches Objekt kann nur durch eine Kombination vieler Ur-Alternativen beschrieben werden. Dies führt auf einen auf den mathematischen Raum einer Ur-Alternative bezogenen Tensorraum, dessen Basiszustände der Anzahl an Ur-Alternativen entsprechen, die sich in den verschiedenen Basiszuständen einer einzigen Ur-Alternative befinden. Es handelt sich hierbei um vier Basiszustände, denn die beiden Komponenten der Ur-Alternative sind ja jeweils komplexwertig. Die mathematische Struktur dieses Tensorraumes ergibt sich unmittelbar durch die Quantisierung einer Ur-Alternative, wodurch die reellen Komponenten der Ur-Alternative zu Erzeugungs- und Vernichtungsoperatoren von Ur-Alternativen in den entsprechenden Basiszuständen werden und damit im Tensorraum der Ur-Alternativen wirken. Hierbei spielt das Konzept der mehrfachen Quantisierung eine bedeutende Rolle. Die Quantisierung einer binären Alternative ordnet den beiden Zuständen komplexe Zahlen zu, womit sie zu einer quantentheoretischen Ur-Alternative wird. Eine weitere Quantisierung dieser Ur-Alternative führt dann im obigen Sinne zu Operatoren, die auf einen Zustand im Tensorraum der Ur-Alternativen wirken. Der Zustand eines Elementarteilchens kann als ein Zustand im Tensorraum vieler Ur-Alternativen interpretiert werden. Dabei müssen die Ur-Alternativen hierzu zunächst einer Bose-Statistik gehorchen. Als größtmögliche Symmetriegruppe, die man in diesem Tensorraum der Ur-Alternativen darstellen kann, und deren Generatoren dementsprechend durch die Erzeugungs- und Vernichtungsoperatoren bezüglich der Basiszustände der Ur-Alternative dargestellt werden, ergibt sich die SO(4,2), also die konforme Gruppe der speziellen Relativitätstheorie. Diese besteht aus den drei Raum-Translationen und der Zeit-Translation, den drei räumlichen Drehungen, den drei eigentlichen Lorentz-Transformationen, den vier speziellen konformen Transformationen und der Dilatations-Transformation. Damit ist also die Raum-Zeit-Struktur der Relativitätstheorie im Tensorraum der Ur-Alternativen implizit enthalten. Dass sich hier die volle konforme Gruppe ergibt und nicht nur die Poincare-Gruppe, ist im Sinne der Theorie insofern sehr plausibel, als ja auf dieser Ebene der Konstruktion noch keine metrische Struktur der Raum-Zeit definiert ist. Denn auch das Gravitationsfeld und damit die metrische Struktur der Raum-Zeit muss aus Ur-Alternativen konstruiert werden. Die Tatsache, dass sich die konforme Gruppe der speziellen Relativitätstheorie als Symmetriegruppe ergibt, ist mit der Möglichkeit verbunden, dass man einen beliebigen Zustand im Tensorraum vieler Ur-Alternativen direkt in die Raum-Zeit abbilden kann. Zudem kann man die dynamischen Gleichungen (die sich im Ortsraum als Wellengleichungen darstellen) für Elementarteilchen ohne Wechselwirkung herleiten. Denn es ist möglich, die Ur-Alternativen auf Viererimpuls-Vektoren abzubilden, die nach einer weiteren Quantisierung zu Operatoren werden und auf einen Zustand im Tensorraum wirken. Dies steht natürlich direkt mit der Tatsache in Zusammenhang, dass man die Generatoren der konformen Gruppe im Tensorraum der Ur-Alternativen darstellen kann, da den Generatoren der Raum- und Zeit-Translationen die Operatoren der Viererimpuls-Komponenten entsprechen. Über die Definition des entsprechenden Skalarproduktes dieser Viererimpuls-Vektoren in einem pseudo-euklidischen Sinne und deren Anwendung auf einen Zustand im Tensorraum der Ur-Alternativen ergeben sich dann die dynamischen Gleichungen, im einfachsten Falle die Klein-Gordon-Gleichung für ein masseloses Elementarteilchen. Indem man das Tensorprodukt aus einem (in Bezug auf die Permutationssymmetrie der Bose-Statistik) symmetrischen Zustand im Tensorraum der Ur-Alternativen mit einer einzelnen Ur-Alternative bildet, die den Spin beschreibt, kann man auch Gleichungen für Fermionen herleiten. Durch Verdopplung des Zustandsraumes ergeben sich Gleichungen für Teilchen mit Masse. Dem entspricht die Einführung der Parabose-Statistik für Ur-Alternativen, die im nächsten Abschnitt thematisiert wird.

### Vielteilchentheorie, Masse und Wechselwirkung
Um zu einer Vielteilchentheorie zu gelangen, ist eine weitere Quantisierung eines Zustandes im Tensorraum der Ur-Alternativen notwendig. Dies führt dann auf einen Zustandsraum, dessen Basiselemente der Zahl an Teilchen in einem bestimmten Zustand entspricht, dem seinerseits eine bestimmte Anzahl an Ur-Alternativen in deren verschiedenen Basiszuständen entspricht. Ein solcher Vielteilchenzustand entspricht dem (im Sinne der Permutationssymmetrie) symmetrisierten Produkt von Einteilchenzuständen. Da aber ein symmetrisiertes Produkt von symmetrischen Zuständen im Sinne der Bose-Statistik nicht zwangsläufig wieder auf einen solchen symmetrischen Zustand führt, ist es notwendig, eine sogenannte Parabose-Statistik für die Ur-Alternativen einzuführen, die durch eine bestimmte Algebra charakterisiert wird. Eine solche erlaubt dann auch die Konstruktion von Elementarteilchen mit Masse. Auch die Wechselwirkung zwischen verschiedenen Quantenobjekten muss sich letztlich hierauf gründen. Die verschiedenen Wechselwirkungen in der Natur müssen sich dann aus dieser Ur-Wechselwirkung ergeben. Das schließt natürlich auch die Universalität der Gravitation mit ein. Allerdings existieren bezüglich der Herleitung der Wechselwirkung bisher nur Grundgedanken. In diesem Zusammenhang ist der Gedanke wesentlich, dass die Betrachtung eines für sich unabhängig vom Rest des Kosmos bestehenden Objektes, die für die Naturbeschreibung innerhalb der Physik entscheidend ist, nur eine Näherung darstellt, und das Auftreten der Wechselwirkung verschiedener Objekte ist die Konsequenz, die sich hieraus ergibt. Unabhängig davon ist anzunehmen, dass Symmetrie-Transformationen in Bezug auf innere Räume von Quantenzahlen sich als eine Transformation bestimmter Ur-Alternativen eines Elementarteilchens gegenüber anderen Ur-Alternativen desselben Elementarteilchens darstellen, während den räumlichen Transformationen solche Transformationen entsprechen, die sich entweder auf alle Ur-Alternativen eines Elementarteilchens, auf alle Ur-Alternativen mehrerer Elementarteilchen oder auf alle Ur-Alternativen überhaupt beziehen, was ja einer Symmetrie-Transformation des ganzen Kosmos entspricht. Letztendlich müsste sich natürlich aus der Quantentheorie der Ur-Alternativen ergeben, warum gerade die speziellen konkreten Objekte (Elementarteilchen) und deren Wechselwirkungen existieren, die man in der Natur vorfindet. Dies ist aber bisher noch nicht gelungen.

## Rezeption
Holger Lyre stellt zu von Weizsäckers Ansatz fest: „Es sei nochmals betont, dass die Ur-Theorie bis zum gegenwärtigen Zeitpunkt ein allenfalls spekulativer Ansatz ist, sie verweist aber möglicherweise auf noch unverstandene tiefere Zusammenhänge.“

## Wichtige Veröffentlichungen in wissenschaftlichen Zeitschriften (Auswahl)
- C. F. von Weizsäcker: Komplementarität und Logik. Die Naturwissenschaften 42, 521–529, 545–555, 1955.
- C. F. von Weizsäcker: Komplementarität und Logik. II. Die Quantentheorie der einfachen Alternative. Zeitschrift für Naturforschung 13a, 245–253, 1958.
- C. F. von Weizsäcker, E. Scheibe, G. Süssmann: Komplementarität und Logik. III. Mehrfache Quantelung. Zeitschrift für Naturforschung 13a, 705–721, 1958.
- T. Görnitz, C. F. von Weizsäcker: Quantum Interpretations. Int. J. Theor. Phys. 26, 921–937, 1987.
- M. Drieschner, T. Görnitz, C. F. von Weizsäcker: Reconstruction of Abstract Quantum Theory. Int. J. Theor. Phys. 27, 289–306, 1988.
- T. Görnitz, D. Graudenz, C. F. von Weizsäcker: Quantum Field Theory of Binary Alternatives. Int. J. Theor. Phys. 31, 1929–1959, 1992.
- H. Lyre: The Quantum Theory of Ur-Objects as a Theory of Information. Int. J. Theor. Phys. 34, 1541–1552, 1995 (online).
- H. Lyre: Multiple Quantization and the Concept of Information. Int. J. Theor. Phys. 35, 2263–2269, 1996 (online).
- H. Lyre: Quantum Space-Time and Tetrads. Int. J. Theor. Phys. 37, 393–400, 1998 (online).
- T. Görnitz: Deriving General Relativity from Considerations on Quantum Information. Advanced Science Letters Vol. 4, 577–585, 2011 (online).
- M. Kober: Representation of Quantum Field Theory by Elementary Quantum Information. Int. J. Theor. Phys. 51, 2476–2487, 2012 (online).